# Постумієва дорога

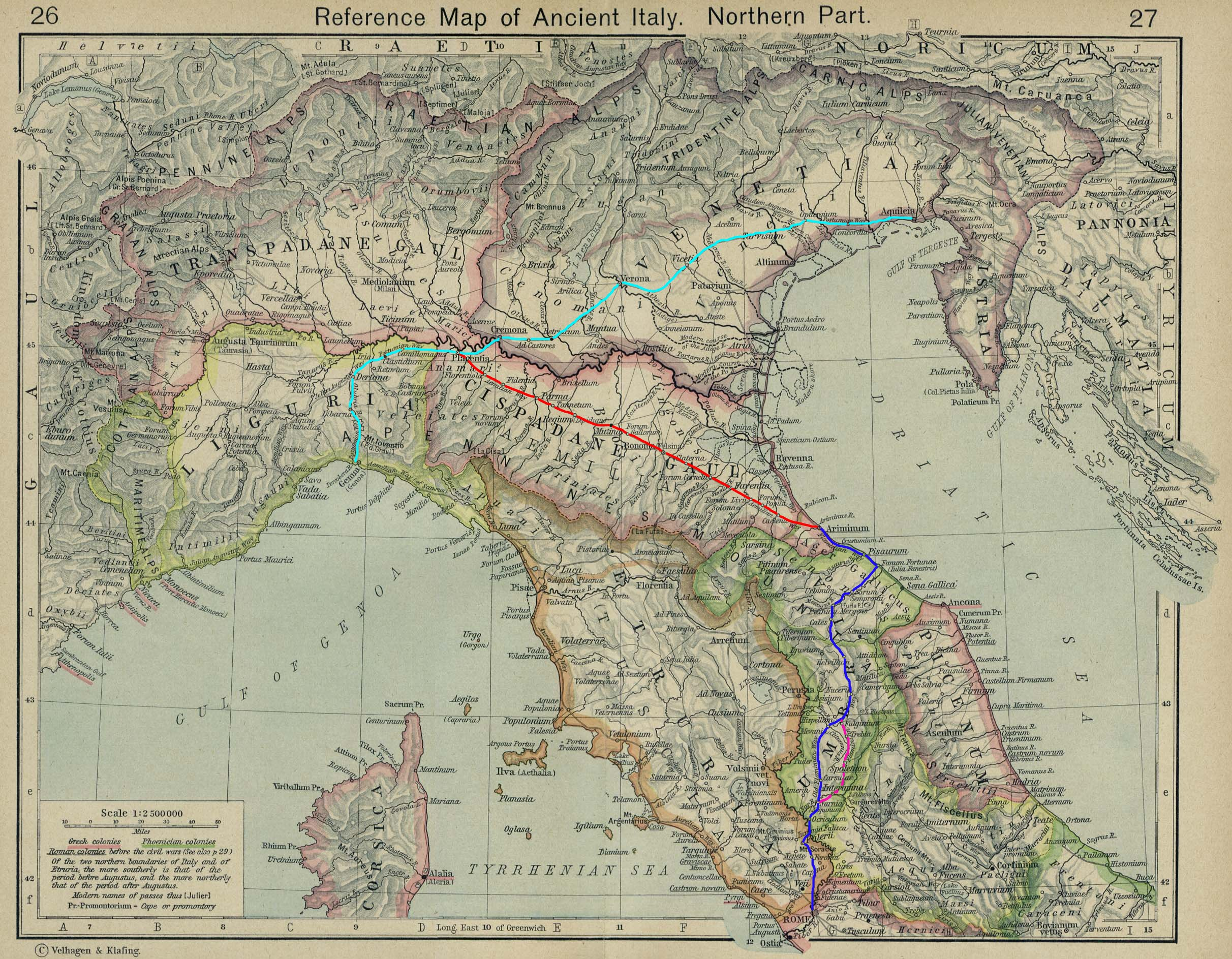
Постумієва дорога (блакитний колір)

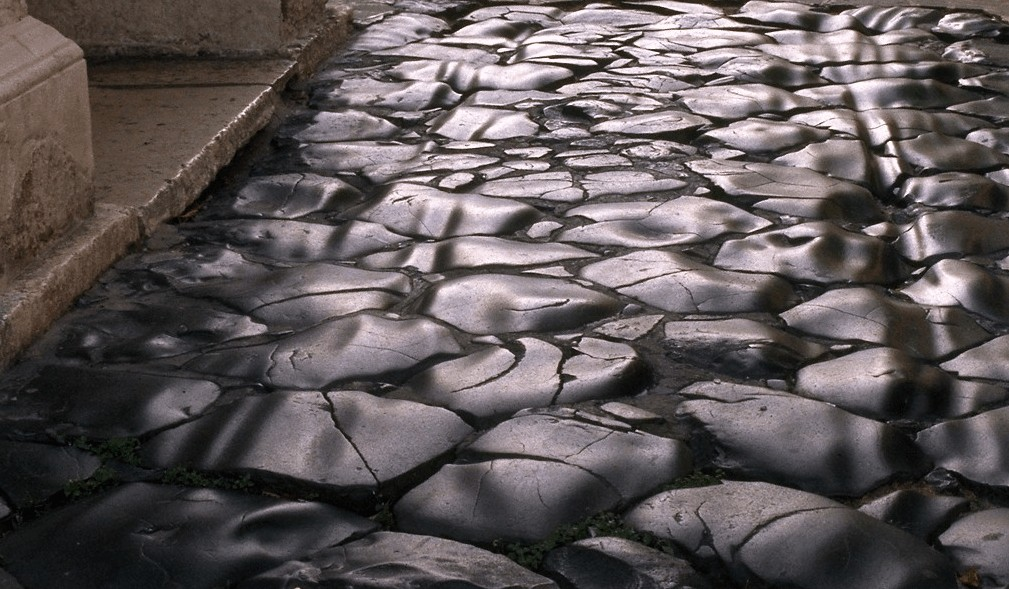
Реконструйований відрізок Via Postumia під Аркою Гаві у Вероні.

Постуміева дорога (лат. Via Postumia) — римська дорога в Італії протяжністю в 300 римських миль (бл. 450 км) і проходила від Генуї в Аквілею.
Будова дороги була розпочата у 148 році до н. е. за наказом консула Спурія Постумія Альбіна Магна. Дорога пролягала з Генуї на північ через Апеніни до Дерторіі (Тортона), звідти в Плацентію (П'яченца), Кремону, Верону, Віцентію (Віченца) та Аквілею.